# Antena de Oro 2002
La XXX Edició dels Premis Antena de Oro, concedits el 14 de març de 2002 encara que corresponents a 2001 foren els següents:

## Televisió
- Roberto Arce per Espejo público.
- Operación Triunfo.
- En portada (TVE)
- Silvia Jato per Pasapalabra (Antena 3)
- Montserrat Domínguez per La mirada crítica (Telecinco)
- Canal Viajar (CSD)
- Ione Albizu (Canal Sur)
- Tico Medina, per Abre tu ventana (Canal Sur)

## Radio
- Radio Intercontinental.
- Santiago Silvan, director de RNE a Bilbao.
- Agustín Alcalá, corresponsal d'Onda Cero a Nova York
- Rafael Martínez-Simancas (Onda Cero Radio)
- Roberto Sánchez (Si amanece nos vamos; Cadena SER)
- Onda Rambla Gerona.

## Extraordinaris
- Joan Pau II
- Miguel de la Quadra-Salcedo.
- Javier González Ferrari.
- Pío Cabanillas Gallas
- Manuel Chaves González
- El jardín de los bonsais (Onda Cero)
- Carlos Martos Gutiérrez
- Lorenzo Díaz García-Campo